# (9290) 1981 TT
(9290) 1981 TT là một tiểu hành tinh vành đai chính. Nó được phát hiện bởi Zdeňka Vávrová ở Đài thiên văn Kleť gần České Budějovice, Cộng hòa Séc, ngày 6 tháng 10 năm 1981.